# 율령격식
율령격식(律令格式)은 중국에서 수·당대에 완성한 국가적 성문법 체계이다.
율(律)은 형법, 령(令)은 공사 제반의 제도에 관한 규정, 격(格)은 율령을 수정 증보한 명령, 곧 칙령(勅令)의 편집, 식(式)은 율령의 시행 세칙이다. 흔히 율령 국가 또는 율령 반포와 같이 율령으로 쓰는 때가 많다.
고구려에서는 소수림왕 3년(373년)에 율령이 반포되었으며, 신라에서는 법흥왕 7년(520년)에 반포되었다. 신라는 국력이 강해짐에 따라 이에 만족하지 않고 그 뒤 여러 차례 율령을 개정하였다. 그리하여 삼국 통일을 완성한 문무왕 때에는 신라의 율령격식이 완성되었다. 이 율령 제도의 완비로 통일신라의 관료 체계는 정비되었던 것이다.
중국의 가장 오래된 사전인 《이아》는 률(律)을 상・법(常・法), 령(令)을 고(告)라 한다. 률은 항구적인 법률이고, 령은 군주가 그때그때 내리는 명령이다. 률은 법률과 같은 의미로, 법률이 현대적 의미의 법과 명령의 두 가지를 모아놓은 것이라는 사상과는 다른 개념이다. 중국에서는 형법에 해당하는 부분이 먼저 발전하여 춘추전국시대에는 각국에서 활발하게 형률이 만들어졌다. 율은 전국시대에 법가에 의해 정비되어, 상앙의 주장으로 진나라의 국가 체제의 근간이 되었다. 이 률은 형벌을 중시하고는 있으나, 민정(民政)에 관한 것도 포함한다. 이애 대하여, 령은 단행법으로서 잡다한 범위를 아우른 것으로서 후대의 율령제도에 있어서 격(格)에 해당하는 것이었다.
율과 령의 관계가 변화하여 형법과 민정관계의 제반 법이라는 분야의 차이로 변천된 계기는 한나라 때의 일이다.

## 같이 보기
- 일본의 율령제

## 참고 자료
- 이 문서에는 다음커뮤니케이션(현 카카오)에서 GFDL 또는 CC-SA 라이선스로 배포한 글로벌 세계대백과사전의 내용을 기초로 작성된 글이 포함되어 있습니다.